# Matrioptila
Matrioptila is een geslacht van schietmotten uit de familie Glossosomatidae.

## Soort
- M. jeanae (HH Ross, 1938)